# Якоби, Фридрих Генрих
Фридрих Генрих Яко́би (нем. Friedrich Heinrich Jacobi; 25 января 1743, Дюссельдорф — 10 марта 1819, Мюнхен) — немецкий философ

 и писатель.

## Биография
Фридрих Генрих Якоби родился 25 января 1743 года в городе Дюссельдорфе; младший брат Иоганна Георга Якоби (1740−1814) — поэта, профессора философии и красноречия.

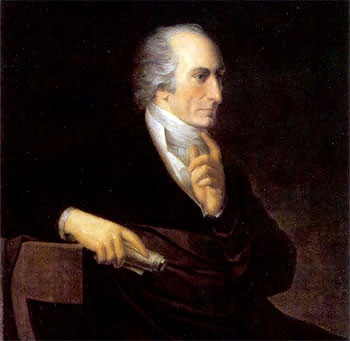
Портрет работы фон Лангера, 1801 год. Музей Гёте в Дюссельдорфе

Фридрих Генрих Якоби был членом, потом президентом баварской академии наук. Знакомство с Виландом и Гёте в 1771−74 гг. оказало большое влияние на литературную деятельность Якоби. С 1782 года вел переписку с Гаманом. В 1785 году Якоби опубликовал «Письма об учении Спинозы», адресованные М. Мендельсону. Эта книга, оказавшая огромное влияние на развитие немецкой философии, сделала его известным.
Свои религиозно-философские воззрения он первоначально пытался проводить в двух романах:
- «Woldemar» (Фленсбург, 1779 и Лейпциг, 1826)
- «Eduard Allwills Briefsammlung» (Бреслау, 1781 и Лейпциг, 1826).

В своих философских трудах Якоби полемизирует с рационалистическими учениями Канта, Фихте и Шеллинга, оставаясь на почве строгого теизма. Источником познания внешнего мира Якоби считает чувственное восприятие. Одно чистое умозрение недостаточно для познания Бога: необходима ещё вера; как наш глаз, вооружённый телескопом, различает в туманном млечном пути небесные светила, так наш разум, вооружённый верой, делается способным познать Бога. Таким образом учение о божественном откровении, свойственное для религиозно-философской и теологической немецкой мысли конца XVIII - середины XIX в., у Якоби предстает как познавательная способность.
Фридрих Генрих Якоби умер 10 марта 1819 года в городе Мюнхене.

## Главные труды
Главные труды Якоби:
- Об учении Спинозы в письмах к Мендельсону (Ueber die Lehre des Spinoza in Briefen an Mendelssohn; Бреслау, 1785; 1789)
- Дэвид Юм о вере или идеализме и реализме (Dav. Hume über den Glauben, oder Idealismus und Realismus; Бреслау, 1787)
- Послание Фихте (Sendschreiben an Fichte; Гамбург, 1799)
- О божественных вещах и их откровении (Von den göttlichen Dingen und ihrer Offenbarung; Лейпциг, 1811; 2 изд. 1822)

Собрание его сочинений издано в 1825−27. После смерти Якоби Рот издал его переписку под загл. «Избранная переписка» (Auserlesener Briefwechsel; 1825−27).
Позже появились:
- Переписка Гёте и Якоби (Briefwechsel zwischen Goethe und Jacobi; 1847)
- Переписка Якоби и Гамана (Briefwechsel Jacobis mit Hamann) в V т. Жизнь и творчество Гамана, мастера гильдии (Hamanns Leben und Schriften, Gildemeister)
- Zöppritz, «Aus Friedr. Heinr. Jacohis Nachlass» (Лейпциг, 1869)
- Письма В. ф. Гумбольдта к Фр. Генр. Якоби (Briefe W. v. Humboldts an Fr. Heinr. Jacobi; Галле, 1892)
- Якоби Ф. Г. О трансцендентальном идеализме // Новые идеи в философии. — 1914. — С. 1−14.
- И. Г. Гаман, Ф. Г. Якоби. Философия чувства и веры / сост., вступ.ст., пер. с нем., прилож., коммент., примеч.: С. В. Волжин. — СПб., 2006. — 487 с.